# (39514) 1986 TV3
(39514) 1986 TV3 est un astéroïde de la ceinture principale d'astéroïdes découvert en 1986.

## Description
(39514) 1986 TV3 a été découvert le 4 octobre 1986 à l'observatoire Kleť, en République tchèque, en Bohême-du-Sud, par Antonín Mrkos.

### Caractéristiques orbitales
L'orbite de cet astéroïde est caractérisée par un demi-grand axe de 2,25 ua, un périhélie de 1,80 ua, une excentricité de 0,20 et une inclinaison de 2,59° par rapport à l'écliptique. Du fait de ces caractéristiques, à savoir un demi-grand axe compris entre 2 et 3,2 ua et un périhélie supérieur à 1,666 ua, il est classé, selon la JPL Small-Body Database, comme objet de la ceinture principale d'astéroïdes.

### Caractéristiques physiques
(39514) 1986 TV3 a une magnitude absolue (H) de 14,9 et un albédo estimé à 0,368.